# Manfred Beutner
Manfred Beutner (* 23. Mai 1914 in Frauenhain; † 8. November 2002 in Oldenburg) war ein deutscher Offizier, zuletzt im Dienstgrad eines Oberst der Bundeswehr.

## Leben
Beutner trat 1935 der Wehrmacht bei und ging 1945 in Kurland in sowjetische Kriegsgefangenschaft, aus der er 1955 entlassen wurde. 1959 trat er der Bundeswehr bei und war bis zu seinem Dienstende 1972 Kommandeur des Panzerjägerbataillons 5 und der Luftlandebrigade 25.
1972 wurde er mit dem Verdienstkreuz 1. Klasse des Verdienstordens der Bundesrepublik Deutschland ausgezeichnet.

## Auszeichnungen
- Eisernes Kreuz II. (1939) und I. Klasse (1940)
- Infanterie-Sturmabzeichen (20. Oktober 1940)
- Medaille Winterschlacht im Osten 1941/42 (28. Juli 1942)
- Verwundetenabzeichen in Schwarz und Silber (1944)
- Ritterkreuz des Eisernen Kreuzes (4. Februar 1944)[2]
- Deutsches Kreuz in Gold (4. Februar 1944)
- Ehrenblattspange des Heeres (25. August 1944)
- Fallschirmspringerabzeichen (1959) und in Gold (1966)
- Verdienstkreuz 1. Klasse des Verdienstordens der Bundesrepublik Deutschland (1972)